# SK Zwettl
| SK Zwettl                |                                      |
| Logo                     |                                      |
| Gegründet:               | 19. Oktober 1987                     |
| Anzahl der Mannschaften: | 3                                    |
| Obmann:                  | Peter Katzenschlager                 |
| Vereinslokal:            | Hotel Schierhuber Galgenbergstraße 3 |
| Homepage:                | schachklub-zwettl.at                 |
| Stand: 20. Mai 2016      |                                      |

Der SK Zwettl, in der Langform Schachklub Zwettl ist ein 1987 gegründeter Schachverein in der Stadtgemeinde Zwettl in Niederösterreich. Der Verein gehört seit der Saison 2011/12 der österreichischen Schachbundesliga an.

## Geschichte
Der SK Zwettl wurde am 19. Oktober 1987 gegründet. Der erste Obmann war Gerhard Felbermayer. Nachdem anfänglich in den unteren Klassen gespielt wurde, gelang es dem Verein im Sommer 1999 in die niederösterreichische Landesliga aufzusteigen, wo auf Anhieb der dritte Platz erreicht wurde.
Durch den Gewinn des niederösterreichischen Landesmeistertitels in der Saison 2004/05 konnte der Verein einen ersten großen Erfolg, den Aufstieg in die 2. Bundesliga Ost erzielen. Der SK Zwettl brachte folgende Spieler zum Einsatz: FM David Holemar (Tschechien; 1,5 Punkte / 4 Spiele), Neklan Vyskočil (Tschechien; 6,5/8), IM Andreas Dückstein (Österreich; 5,5/9), František Vykydal (Tschechien; 9,0/11), Karl Janetschek (Österreich; 7,0/10), Alfred Lipp (Österreich, 6,5/9), František Blatný (Tschechien; 7,5/11), Manfred Prager (Österreich; 2,5/5), Martin Zwettler (Österreich; 6,0/10), GM Pavel Blatný (Tschechien; 2,0/3), Petr Mlynek (Tschechien; 2,0/3), Miroslav Pakosta (Tschechien; 2,5/3), Omer Pekmezovic (Bosnien; 0,0/1) und Peter Moscatelli (USA; 1,0/1).
Der SK Zwettl konnte sich in den folgenden Jahren in der 2. Bundesliga Ost etablieren. Der Verein wurde zu einem fixen Bestandteil der zweithöchsten Klasse.

### Aufstieg in die Bundesliga
Nachdem in der Saison 2009/10 der dritte Rang erreicht wurde, hatte der Verein in der Folgesaison 2010/11 den Meistertitel ins Visier genommen. Zwar lieferten sich der SK Pamhagen, der sogar das direkte Duell gewinnen konnte, und der SK Währing mit dem SK Zwettl einen spannenden Dreikampf, doch am Ende hatten die Waldviertler die Nase vorne und holten sich mit zwei Punkten Vorsprung den Meistertitel. Damit war der SK Zwettl erstmals in der Vereinsgeschichte qualifiziert. GM Tomáš Polák (Tschechien; 6,0 Punkte / 11 Spiele), GM Pavel Blatný (Tschechien; 5,5/11), IM Neklan Vyskočil (Tschechien; 3,5/7), IM Petr Pisk (Tschechien; 7,0/9), FM Petr Buchnicek (Tschechien; 5,5/8), MK Stefan Wagner (Österreich; 5,5/11), FM Karl Janetschek (Österreich; 1,0/4), MK Martin Zwettler (Österreich; 0,0/1) und Peter Stadler (Österreich; 3,0/4) sorgten für den bislang größten Erfolg in der Vereinsgeschichte.

### Liste der Vereinsobmänner
|           |                       |
| 1987–1998 | Gerhard Felbermayer   |
| 1998–2011 | Christian Schierhuber |
| 2011–2015 | Paul Horak            |
| seit 2015 | Peter Katzenschlager  |

## Eingesetzte Bundesligaspieler
Diese Tabelle listet alle in der Schach-Bundesliga eingesetzten Spieler des SK Zwettl samt deren Abschneiden auf. Spieler, die zwar auf der Kaderliste standen, jedoch nicht zum Einsatz kamen, sind in dieser Liste nicht enthalten.
| Legende: | P  | = Punkte       | SP  | = Spiele                  |
|          | GM | = Großmeister  | IM  | = Internationaler Meister |
|          | FM | = FIDE-Meister | WGM | = Großmeister der Frauen  |

| Titel | Spieler         | Nationalität | 2011/12 7. Platz | 2011/12 7. Platz | 2012/13 | 2012/13 |
| Titel | Spieler         | Nationalität | P                | SP               | P       | SP      |
| GM    | Pavel Blatný    | Tschechien   | 6,0              | 11               |         |         |
| FM    | Petr Buchnicek  | Tschechien   | 5,0              | 6                |         |         |
| GM    | Tomáš Likavský  | Slowakei     | 3,0              | 11               |         |         |
| IM    | Petr Pisk       | Tschechien   | 5,0              | 9                |         |         |
| GM    | Tomáš Polák     | Tschechien   | 4,5              | 9                |         |         |
| IM    | Gerhard Schroll | Österreich   | 3,0              | 9                |         |         |
| IM    | Neklan Vyskočil | Tschechien   | 2,0              | 4                |         |         |
|       | Stefan Wagner   | Österreich   | 2,5              | 6                |         |         |

## Erfolge
- Niederösterreichischer Landesmeister: 2005
- Meister 2. Bundesliga Ost: 2011